# Множина сум

Ілюстрація визначення множини сум на прикладі декількох 4-елементних множин з різними розмірами. Одинаковим кольором позначено різні значення. У таблиці першими виділяються кольором значення з кількома різними поданнями.

Множина сум — поняття адитивної комбінаторики, що відповідає сумі Мінковського скінченних множин.

## Визначення
Нехай {\displaystyle {\mbox{G}}} — будь-яка група, {\displaystyle A,B\subset {\mbox{G}}} — скінченні множини. Тоді їх сумою називають множину
{\displaystyle A+B:=\{a+b:a\in A,\ b\in B\}}
Для однієї множини {\displaystyle A} її множиною сум називають {\displaystyle A+A}. Кратні суми позначають скорочено
{\displaystyle kA=A+\dots +A=\{a_{1}+\dots +a_{k}:a_{i}\in A,\ i=1,\dots ,k\}}

### Пов'язані визначення
Аналогічно визначають множину різниць, множину добутків, множину часток тощо для будь-якої операції. Наприклад, множину добутків визначають так:
{\displaystyle A\times B=\{ab\ :\ a\in A,\ b\in B\}}
Величину {\displaystyle K(A)={\frac {|A+A|}{|A|}}} називають сталою подвоєння, а про множини, в яких вона обмежена, кажуть, що вони мають мале подвоєння. У зв'язку з теоремою сум-добутків часто розглядають множини з малим мультиплікативним подвоєнням, тобто для яких є обмеженою величина {\displaystyle {\frac {|AA|}{|A|}}}.

## Властивості
Потужність множини сум {\displaystyle A+B} пов'язана з адитивною енергією {\displaystyle E(A,B)} нерівністю {\displaystyle |A+B|E(A,B)\leq |A|^{2}|B|^{2}}, тому останню часто використовують для її оцінення.

### Суми однієї множини
Теорема Фреймана розглядає розмір {\displaystyle A+A} як показник структурованості множини (якщо стала подвоєння обмежена, то структура {\displaystyle A} схожа на узагальнену арифметичну прогресію).
Теорема сум-добутків пов'язує розмір множини сум та множини добутків. Основна гіпотеза каже, що {\displaystyle \max\{|A+A|,\ |AA|\}\geq |A|^{2-o(1)}} для {\displaystyle A\subset \mathbb {R} }. Поєднання підсумовування та добутку в одному виразі привело до виникнення арифметичної комбінаторики.
Вивчається вплив поелементного застосування опуклої функції до множин, що підсумовуються, на розмір множини сум. Для опуклих послідовностей відомі нижні оцінки на {\displaystyle |A+A|} і {\displaystyle |A-A|}. Загальніше, для опуклої функції {\displaystyle f} і множини {\displaystyle f(A):=\{f(a):a\in A\}} задачу оцінки {\displaystyle \max\{|A+A|,|f(A)+f(A)|\}} і деякі схожі іноді розглядають як узагальнення теореми сум-добутків, оскільки {\displaystyle AA=\exp \left({\log A+\log A}\right)} і тому {\displaystyle |AA|=|\log A+\log A|}, а функція {\displaystyle \exp } опукла.

### Суми кількох множин
Нерівність Плюннеке — Ружі стверджує, що розростання (збільшення розміру відносно множин, що додаються) кратних сум {\displaystyle |kA+lB|,\ k,l\in {\mathbb {N} }} в середньому (відносно {\displaystyle k,l}) не дуже перевищує розростання {\displaystyle |A+B|}.
Нерівність трикутника Ружі пов'язує розміри {\displaystyle A-B,\ B-C,\ C-A} для будь-яких множин {\displaystyle A,B,C} і показує, що нормалізований розмір різниці множин {\displaystyle {\frac {|A-B|}{\sqrt {|A||B|}}}} можна розглядати як псевдометрику, що відбиває близькість структури цих множин.

### Структура
Одне з фундаментальних питань адитивної комбінаторики: яку структуру можуть або повинні мати множини сум. Станом на початок 2020 року не відомо якогось нетривіально швидкого алгоритму, що дозволяє визначити, чи подавана задана велика множина у вигляді {\displaystyle A+B,\ (|A|,|B|\geq 2)} або {\displaystyle A+A,\ |A|\geq 2}. Однак відомі деякі окремі результати про структуру множин сум.
Наприклад, множини сум дійсних чисел не можуть мати малого мультиплікативного подвоєння, тобто якщо {\displaystyle A=B+C}, то {\displaystyle |AA|\geq |A|^{1+c}} для деякого {\displaystyle c>0}. А в групі лишків за простим модулем {\displaystyle p} є лише {\displaystyle 2^{\left({{\frac {1}{2}}+o(1)}\right)p}} множин, подаваних у вигляді {\displaystyle A+B,\ |A|,|B|\to \infty }.
Відомо, що якщо {\displaystyle A,B} — щільні множини натуральних чисел, то {\displaystyle A+B} містить довгі арифметичні прогресії. Проте, в {\displaystyle {\mathbb {Z} }_{p}} відомі приклади щільних множин із сильною верхньою оцінкою на довжину таких прогресій.